# Кривокапич, Борис
Борис Кривокапич (родился 16 ноября 1958 г.) родился в Белграде, Сербия. Борис Кривокапич является профессором международного публичного права и прав человека в Университете Унион Никола Тесла в г. Белград и профессором юридического института Самарского национального исследовательского университета имени академика С. П. Королева (Россия, г. Самара).
Является иностранным членом Российской Академии Естественных Наук (РАЕН).
Ранее свыше 20 лет работал в Институте Сравнительного Права (г. Белград) и был профессором юридических факультетов в 5 государственных и частных университетах в Сербии и Боснии и Герцеговине. Также на протяжении многих лет преподавал в Дипломатической Академии Министерства Внутренних Дел Республики Сербия (г. Белград). Читал лекции, участвовал в научных конференциях, симпозиумах и т. д. в Австрии, Боснии и Герцеговине, Венгрии, Великобритании, Греции, Испании, Сербии, СССР, Танзании, Хорватии, Югославии и Южной Корее.
В 2012—2014 годах являлся проректором по науке университета «Мегатренд». Был редактором 4 книг и главным редактором ведущих национальных научных журналов «Strani pravni zivot» (в 1994—1998 и 2001—2007 годах) и «Megatrend Review» (в 2012—2014 годах). Бориса Кривокапича цитировали более 2900 раз в 30 странах Европы, Америки и Азии. Его 10 книг являются официальными учебниками юридических факультетов 9 государственных и частных университетов в 4 странах — Боснии и Герцеговине, России, Сербии и Черногории.

## Образование
Борис Кривокапич окончил юридический факультет Белградского университета (1979 г.), где также получил степени магистра (1985 г.) и доктора юридических наук (1988 г.)

## Публикации
Борис Кривокапич является автором 49 книг (из них в 27 является единоличным автором) и около 250 иных научных работ, опубликованных в 23 странах Европы, Азии и Америки.
Среди книг, в которых он единственный автор, наиболее значимыми являются (перевод на русский язык приведён в скобках):
- Leksikon međunarodnog prava («Лексикон международного права»), Белград 1998, 566 стр.;
- Zaštita manjina: istorijski razvoj, osnovna pitanja i zaštita u okviru UN («Защита меньшинств: историческое развитие, основные проблемы и защита в рамках ООН»), Белград 2004, 871 стр.;
- Zaštita manjina u regionalnim okvirima i putem bilateralnih sporazuma («Защита меньшинств в региональных рамках и посредством двусторонних международных соглашений»), Белград 2004, 889 стр.;
- Zaštita manjina u nacionalnim porecima država («Защита меньшинств в национальных государственных порядках»), Белград 2004, 921 стр.;
- Enciklopedijski rečnik medjunarodnog prava i medjunarodnih odnosa («Энциклопедический словарь международного права и международных отношений»), Белград 2010, 1190 стр.;
- Aktuelni problemi međunarodnog prava («Актуальные проблемы международного права»), Белград 2011, 754 стр.;
- Medjunarodno javno pravo («Международное публичное право»), 3-е изд., Белград 2017, 927 стр.;
- Mir i rat u medjunarodnim odnosima i pravu («Мир и война в международных отношениях и праве»), Белград 2017, 1074 стр.;
- Мирное разрешение международных споров, Самара 2021, 951 стр.
- Проблемы международного права, Самара 2022, 572 стр.
- Rat i pravo: Teorija i praksa oružanih sukoba i međunarodno pravo («Война и право: теория и практика  вооруженных конфликтов и международное право»), Баня Лука (Босния и Герцеговина) 2023, 1552 стр.

Среди книг, где он является одним из соавторов, наиболее значимыми являются:
- Pravo i pravo na upotrebu jezika («Право и право на употребление языка»), Белград 1990;
- Jugoslovenske manjine u susednim zemljama i njihova prava («Югославские меньшинства в соседних странах и их права»), Белград 1992;
- Alandska ostrva — primer uspesne autonomije («Аландские острова — пример успешной автономии»), Белград 2001;
- International Law and the Interventionism in the «New World Order» ("Международное право и интервенционизм в «Новом мировом порядке»), Мадрид 2000;
- Uvod u pravo Finske («Введение в правовую систему Финляндии»), Белград 2005;
- Enciklopedija srpskog naroda («Энциклопедия сербского народа»), Белград 2008;
- La toponomastica in Istria, Fiume e Dalmazia («Топономастика в Истрии, Фиуме и Далмации»)
- Srpsko pravo i međunarodne sudske institucije («Сербское право и международные судебные учреждения»), Белград 2009;
- Medjunarodna ljudska prava («Международные права человека»), Белград, 11 изданий книги за период 2010 - 2023 гг.;
- Topographical Names and Protection of Linguistic Minorities («Топографические названия и защита языковых меньшинств»), Peter Lang International Academic Publishers, Франкфурт-на-Майне, Берлин, Берн, Брюссель, Нью-Йорк, Оксфорд, Вена, 2011;
- Haški tribunal između prava i politike («Гаагский трибунал между правом и политикой»), Белград 2013;
- Европейское измерение 2016, Москва 2016.

Список публикаций на сайте Университета Мегатренд.

## Награды
- (1996) Благодарность Института сравнительного правоведения (Белград);
- (2005) Награда класса A1 за выдающиеся результаты в науке. Награждён Министерством науки Сербии;
- (2006) Премия "Проф. д-р Борислав Т. Благоевич"за лучшую книгу по сравнительному и европейскому праву, изданную в Сербии и Черногории в период 2004—2005 гг.;
- (2011) Премия «Лучший автор» за 2011 год от «Sluzbeni glasnik», Белград (крупнейший издатель юридической литературы на Балканах).
- (2023) Благодарность ректора Самарского национального университета «С. П. Королев», Самара;
- (2023) Благодарность Ассоциации юристов России - Самарское регионалльное отделение, Самара.

## Боевые искусства
Борис Кривокапич также хорошо владеет корейским и иными боевыми искусствами. Занимается боевыми искусствами с 1974 года, гроссмейстер, основатель (в 1994 году) Hapkikwan и президент Hapkikwan International. Вице-президент European Hapkido Union. У него 10-й дан Хапкикван и 9-й дан Хапкидо (сертифицирован Международной федерацией хошинкидо хапкидо — Канада/Корея и Европейским союзом хапкидо). Борис Кривокапич также имеет сертификат 8-й дан хапкидо Корейской федерации хапкидо (Korea Hapkido Federation, Корея, КХФ сертификат 23—8—0002, 2023, 4, 30)).